# Galeomma oculus-cati
Galeomma oculus-cati là một loài thực vật có hoa trong họ Cúc. Loài này được (L.f.) Rauschert mô tả khoa học đầu tiên năm 1982.